# Sci di fondo al IX Festival olimpico invernale della gioventù europea
Lo sci di fondo al IX Festival olimpico invernale della gioventù europea si è svolto dal 17 al 20 febbraio 2009 presso il Kubalonka Cross-country and Biathlon Stadium di Wisła in Polonia.

## Podi

### Ragazzi
| Evento                             | Oro                             | Tempo | Argento                 | Tempo | Bronzo                     | Tempo |
| 7,5 km tecnica classica (dettagli) | Skar Sindre Bjornestad Norvegia |       | Didrik Tønseth Norvegia |       | Perttu Hyvärinen Finlandia |       |
| 10 km tecnica libera (dettagli)    | Perttu Hyvärinen Finlandia      |       | Jakub Gräf Rep. Ceca    |       | Didrik Tønseth Norvegia    |       |
| Sprint 1,2 kg (dettagli)           | Skar Sindre Bjornestad Norvegia |       | Gleb Retivych Russia    |       | Fedor Stroitelev Russia    |       |

### Ragazze
| Evento                           | Oro                                 | Tempo | Argento                | Tempo | Bronzo                   | Tempo |
| 5 km tecnica classica (dettagli) | Marjaana Pitkänen Finlandia         |       | Lucia Anger Germania   |       | Ragnhild Haga Norvegia   |       |
| 7,5 km tecnica libera (dettagli) | Markset Anne-Tine Bendixen Norvegia |       | Ragnhild Haga Norvegia |       | Svetlana Kokovina Russia |       |
| Sprint 1,2 kg (dettagli)         | Darya Godovanichenko Russia         |       | Inna Smirnova Russia   |       | Ragnhild Haga Norvegia   |       |

### Misti
| Evento                            | Oro      | Tempo | Argento  | Tempo | Bronzo | Tempo |
| Staffetta mista 4x5 km (dettagli) | Norvegia |       | Germania |       | Russia |       |

## Medagliere
| Pos.   | Paese     | Oro | Argento | Bronzo | Totale |
| ------ | --------- | --- | ------- | ------ | ------ |
| 1      | Norvegia  | 4   | 2       | 3      | 9      |
| 2      | Finlandia | 2   | 0       | 1      | 3      |
| 3      | Russia    | 1   | 2       | 3      | 6      |
| 4      | Germania  | 0   | 2       | 0      | 2      |
| 5      | Rep. Ceca | 0   | 1       | 0      | 1      |
| Totale | Totale    | 7   | 7       | 7      | 21     |